# Tour Milard
La tour Milard est un édifice faisant partie des remparts de Charleville-Mézières, situé dans la commune française de Charleville-Mézières, en Ardennes.

## Histoire
La tour de l'enceinte est inscrite au titre des monuments historiques par arrêté du 19 juillet 1926.

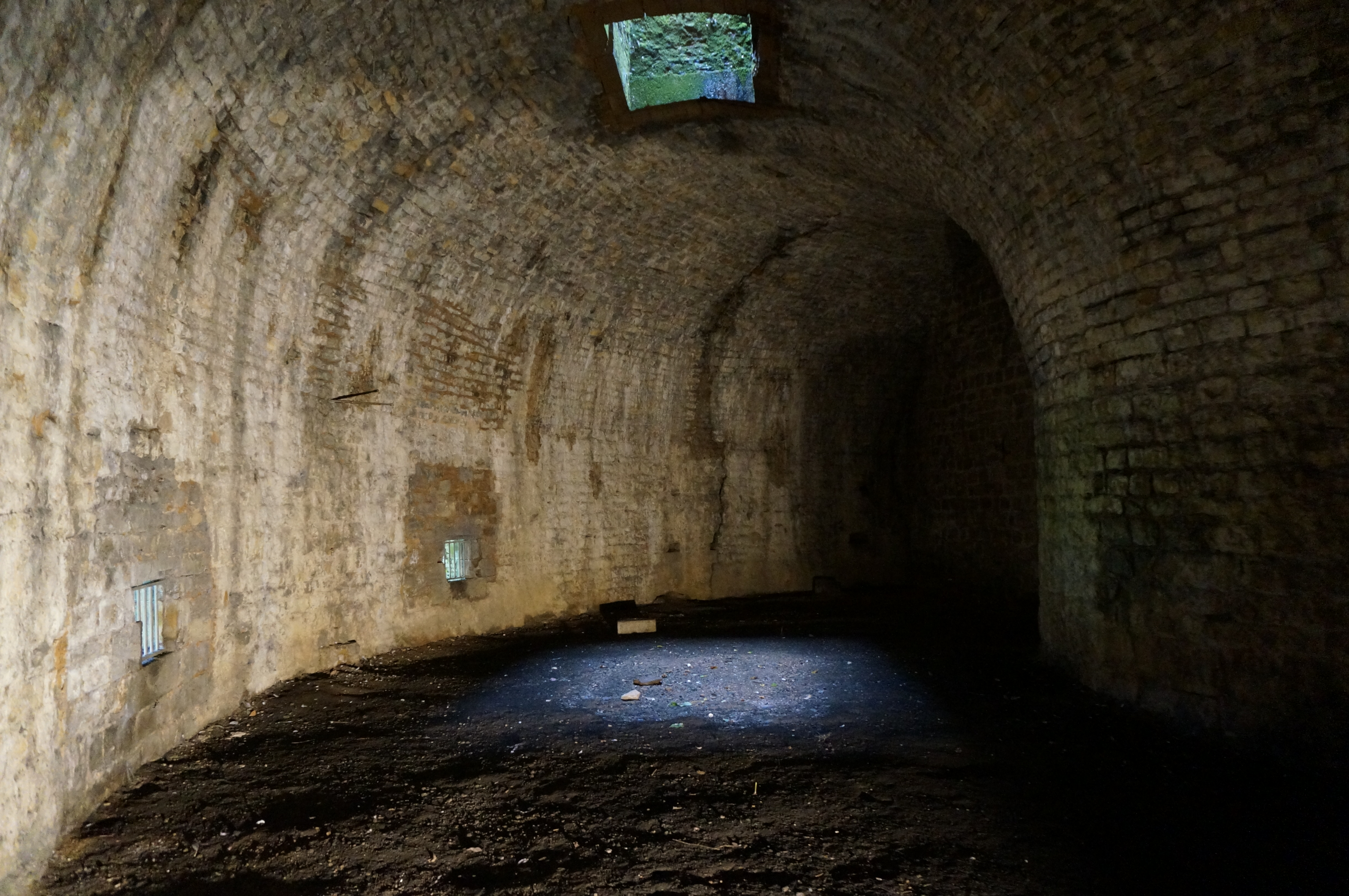
Intérieur de la tour Milard.

La tour Milard est construite au cours de la réfection de l'enceinte à la suite du siège de 1521.
D'un diamètre de 27 mètres, elle chemise une tour de l'enceinte primitive du XIIIe siècle de 9 mètres de diamètre visible à l'intérieur.